# 帳篷城市
帳篷城市（英語：tent city）是以帳篷或其他臨時結構搭建而成的臨時住所，包括由無家者或抗議人士搭建的帳篷城市，一般是類似棚戶區等不被政府認可的臨時定居點；以及由政府或軍事組織設立，收容難民、撤離人員或士兵的帳篷城市。

## 無家者的帳篷城市

### 美國

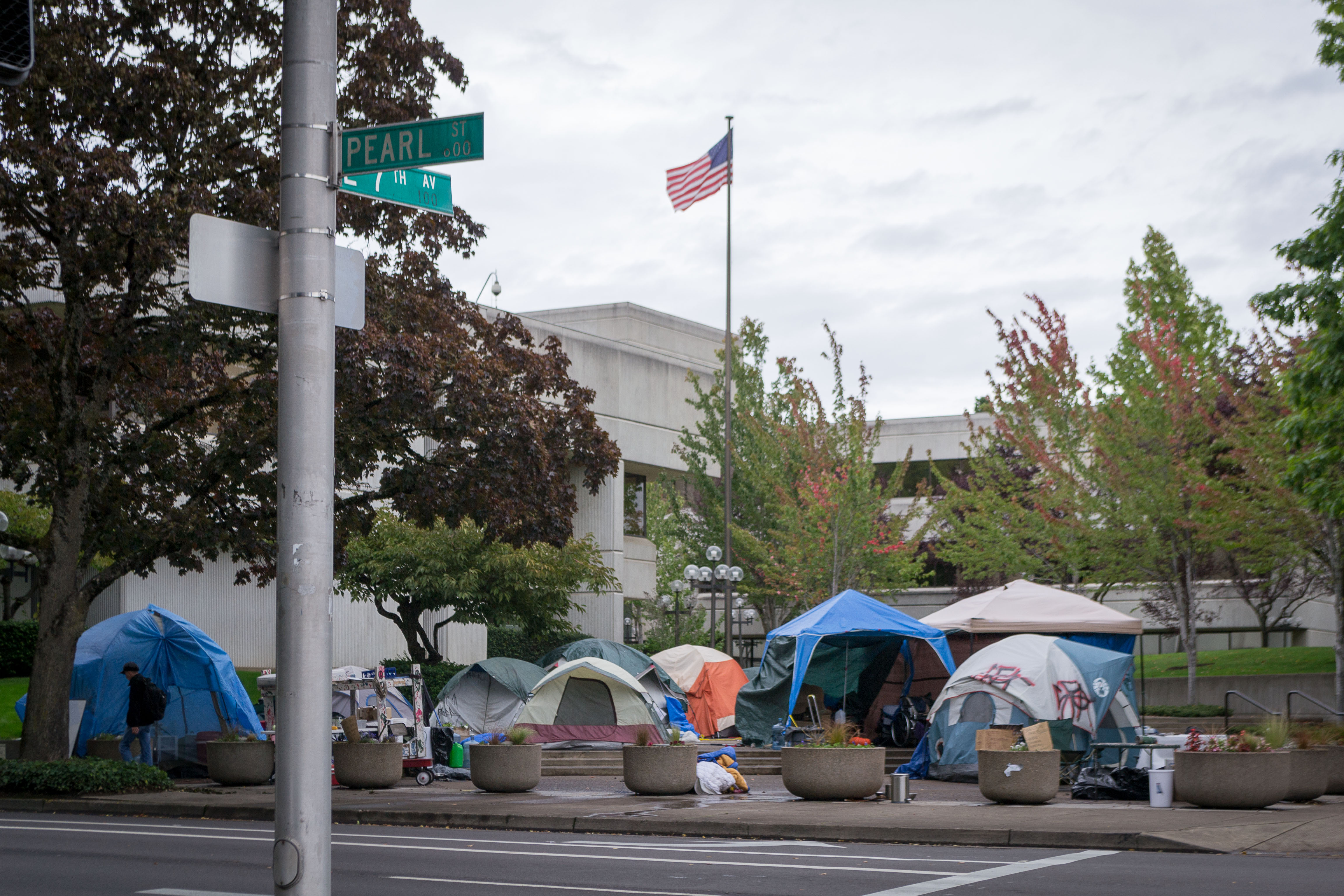
俄勒岡州尤金的帳篷城市

- 亞利桑那州鳳凰城－馬里科帕縣治安官的帳篷城市（Maricopa County Sheriff's Tent City）
- 加利福尼亞州文圖拉縣－天堂河（River Haven）[1][2]
- 加利福尼亞州佛雷斯諾－新傑克城與小蒂華納（New Jack City and Little Tijuana）[3]
- 加利福尼亞州佛雷斯諾－The Village of Hope 與 Community of Hope[3]
- 加利福尼亞州沙加緬度－Safe Ground[3]
- 加利福尼亞州聖荷西－The Jungle[4]
- 加利福尼亞州安大略－Temporary Homeless Service Area (THSA)[3]
- 加利福尼亞州沙加緬度－亞美利加河（英语：American River）畔的帳篷城市[5][6][7][8][9][10][11]
- 密西根州安娜堡－注意營（Camp Take Notice）[12]
- 新澤西州萊克伍德 (紐澤西州)－帳篷城市 （页面存档备份，存于）[13][14]
- 新澤西州肯頓的帳篷城市
- 新墨西哥州拉斯克魯塞斯－希望營（Camp Hope）[15]
- 新墨西哥州伯納利歐縣的帳篷城市[16]
- 俄勒岡州波特蘭－尊嚴村（Dignity Village）
- 俄勒岡州尤金－機會村（Opportunity Village）[17]
- 俄勒岡州波特蘭－RDD2（Right 2 Dream Too）[18]
- 德克薩斯州拉伯克的帳篷城市（Avenue A and 13th Street）[19]
- 華盛頓州奧林匹亞－堂吉訶德營（Camp Quixote）[3]
- 華盛頓州西雅圖－尼克斯維爾（Nickelsville）[3][20]

## 外部連結
- （英文）Tent City Urbanism （页面存档备份，存于）: From Self-Organized Camps to Tiny House Villages by Andrew Heben